# 皇帝殿登山步道
24°59′55″N 121°39′28″E / 24.99861°N 121.65778°E

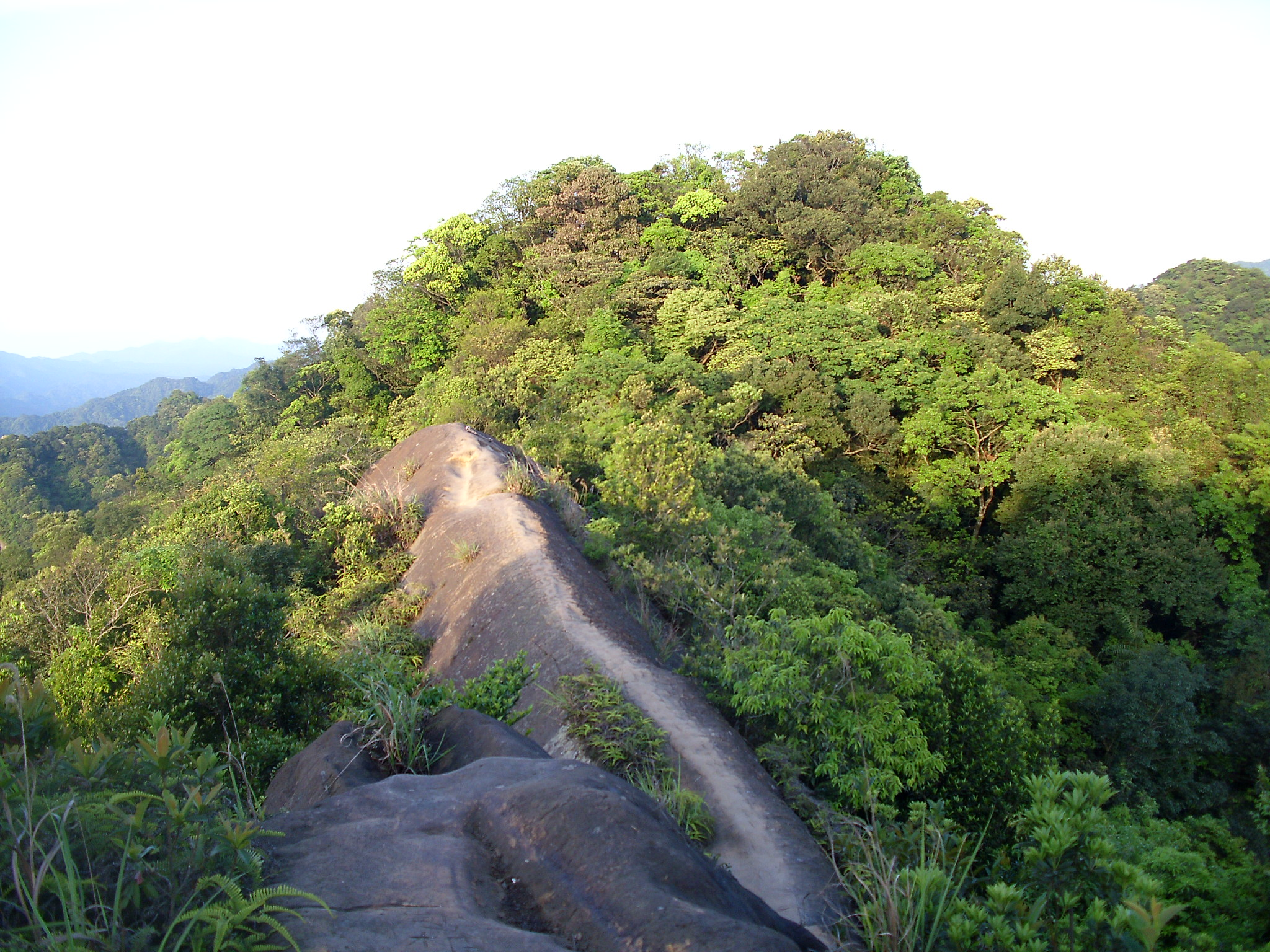

皇帝殿登山步道位於新北市石碇區，最聞名的是其東峰與西峰之間的岩稜步道。皇帝殿名稱的由來是因為稜線下方的天王殿。岩稜寬度僅一人通過，雙邊都是深壑，吸引許多愛好刺激的登山客前來。近來年新北市政府也已經在岩稜步道危險處加裝鐵欄杆。

## 交通
新北市區公車666路線:景美-皇帝殿。